# Данте Стипица
Данте Стипица e хърватски футболист, вратар. Играл е за полския Погон Шчечин.

## Кариера
Юноша на Далматинец Сплит Хърватия от 2000 до 2002 и на Хайдук Сплит Хърватия от 2002 до 2010. Играе като вратар. Дебютира за мъжете на ГОСК Кастел Гомилица Хърватия, където е под наем през 2009. Дебют за Първа лига на Хърватия прави на 5 май 2010 при победата над НК Кроатия Сесвете Хърватия с 5:2. През следващите три сезона е трети избор в Хайдук Сплит Хърватия или даван под наем на Солин Хърватия през 2010, Змай Макарска Хърватия през 2011, Приморац Хърватия от 2012 до 2013. Започва да играе повече за Хайдук Сплит Хърватия от сезон 2013/2014, след като титулярния вратар Ловре Калинич се контузва. След това започва сериозна борба между двамата за титулярното място изпъстрена и с няколко контузии на Стипица. През юни 2018 подписва договор с ЦСКА. Дебютира за армейците на 25 септември 2018 при победата с 0:2 над Монтана. След изтичането на договора му на 30 май 2019 напуска тима на ЦСКА. В началото на юни 2019 подписва с Погон Шчечин Полша.
Играе за всички юношески и младежки гарнитури на Хърватия, с отбора до 17 години има 3 мача, с отбора до 18 години има 2 мача, с този до 19 години играе 9 мача, с този до 20 години записва един мач, а с този до 21 години също един мач.